# Cass (Einheit)
Der, auch das  Cass, war ein türkisches Volumenmaß und als Weinmaß auf Zypern in Anwendung. Es wurde auch Käss genannt.
- 1 Caß/Käss/Cass =  238,527 Pariser Kubikzoll = 4,7315 Liter[2]

Es waren auch 1 ¼  Gallonen (engl. alt), wenn die Angaben in englische Maßen waren.